# Pécsi Mecsek Futball Club
El Pécsi Mecsek Futball Club és un club de futbol hongarès de la ciutat de Pécs.

## Història
El club va néixer el 16 de febrer de 1973 per la fusió de cinc clubs locals, Pécsi Dózsa, Pécsi Ércbányász SC, Pécsi Helyiipari SK, Pécsi Bányász i Pécsi Építők. Les arrels daten del 1950 amb el club Pécsi Dózsa. El seu debut a primera divisió fou l'any 1955.
Evolució del nom:
- 190?: Pécsi Athlétikai Club
- 1950: Pécsi Dózsa Sport Club
- 1956: Pécs Baranya
- 1957: Pécsi Dózsa Sport Club
- 1973: Pécsi Munkás Sport Club fusió amb Pécsi Bányász SC, Pécsi Ércbányász SC, Pécsi Helyiipar SK i Pécsi Építők
- 1995: Pécsi Mecsek Futball Club

Juga els seus partits a l'Stadion PMFC Pécs, inaugurat l'any 1955.

## Palmarès
- Copa d'Hongria: 
  - 1989-90[5]
- Segona divisió hongaresa: 
  - 1958-59, 1976-77, 2002-03, 2010-11